# Eduard Hallquisth
Eduard Konstantin Hallquisth, född 28 februari 1862 i Stockholm, död 18 januari 1923 i Stockholm, var en svensk arkitekt.
Hallquisth började som murarelev 1876 och studerade vid Tekniska skolan i Stockholm 1879–1883. Han var anställd på Adolf Emil Melanders arkitektkontor 1888–1889 och drev, tillsammans med Fritz Ullrich det privata arkitektkontoret Ullrich & Hallquisth 1889–1919. Han erhöll burskap som murarmästare 1899.